# Малый Хотунь
Малый Хотунь — река в России, протекает по Тосненскому району Ленинградской области.
Исток — болото Гладкий Мох восточнее Любани, у деревни Коколаврик. Течёт на юг, мимо деревни Чудской Бор, принимает правые притоки — Большой Хотунь и Вязовку. Устье реки находится в 5,5 км по левому берегу реки Тверезна, на окраине садоводческого массива Трубников Бор, восточнее платформы 93 км. Длина реки составляет 11 км.

## Данные водного реестра
По данным государственного водного реестра России относится к Балтийскому бассейновому округу, водохозяйственный участок реки — Волхов, речной подбассейн реки — Волхов. Относится к речному бассейну реки Нева (включая бассейны рек Онежского и Ладожского озера).
Код объекта в государственном водном реестре — 01040200612102000019285.